# Pompeiana
Pompeiana é uma comuna italiana da região da Ligúria, província de Impéria, com cerca de 830 habitantes. Estende-se por uma área de 5 km², tendo uma densidade populacional de 166 hab/km². Faz fronteira com Castellaro, Cipressa, Pietrabruna, Riva Ligure, Santo Stefano al Mare, Terzorio.

## Demografia
| Variação demográfica do município entre 1861 e 2011                               |
|                                                                                   |
| Fonte: Istituto Nazionale di Statistica (ISTAT) - Elaboração gráfica da Wikipedia |